# Antonín Brynda
Antonín Brynda (12. března 1925 Kladno – 30. června 1955 tamtéž) byl český fotbalový záložník, který nastupoval i jako obránce.
Zemřel na následky zranění, které utrpěl v sobotu 14. května 1955 během prvoligového utkání Spartaku Praha Sokolovo (dobový název Sparty) s Baníkem Kladno v Praze na Letné. Výhře domácích 3:2 přihlíželo 7 620 platících diváků. Na základě dohody mezi vedením obou mužstev byla polovina čistého zisku předána pozůstalé manželce a synovi.

## Hráčská kariéra
V československé lize hrál za SONP/Baník Kladno, aniž by skóroval. Začínal v Rozdělově, během základní vojenské služby (1947–1949) byl hráčem ATK Praha (dobový název Dukly). Za Kladno hrál od roku 1951, v jeho dresu nastoupil ke 187 utkáním.

### Prvoligová bilance
| Ročník             | Zápasy | Góly | Minuty | Klub         |
| ------------------ | ------ | ---- | ------ | ------------ |
| I. liga 1952       | –      | 0    | –      | SONP Kladno  |
| I. liga 1953       | –      | 0    | –      | Baník Kladno |
| I. liga 1954       | –      | 0    | –      | Baník Kladno |
| I. liga 1955       | –      | 0    | –      | Baník Kladno |
| CELKEM I. ČS. LIGA | –      | 0    | –      |              |